# AU Близнецов
AU Близнецов (лат. AU Geminorum) — одиночная переменная звезда в созвездии Близнецов на расстоянии (вычисленном из значения параллакса) приблизительно 3400 световых лет (около 1000 парсек) от Солнца. Видимая звёздная величина звезды — от менее +16,5m до +12,3m.

## Характеристики
AU Близнецов — красная пульсирующая переменная звезда, мирида (M) спектрального класса M10. Эффективная температура — около 3282 К.
Зарегистрировано излучение OH-мазера**.

## Исследования
Мазерное излучение гидроксила на частоте 1667 МГц было обнаружено у звезды в 1979 году. В 1981 году Клауссен и Фикс, проведя исследования на радиотелескопе Аресибо, заявили об обнаружении у AU Близнецов мазерного излучения на частоте 4750 Мгц с плотностью потока 100 миллиянских со статистической достоверностью 5σ. В 1985 году Джевелл(Jewell) попытался подтвердить это обнаружение, но ему это не удалось, хотя надо принять во внимание, что чувствительность использованных инструментов не была высокой. В 2007 Сьёверман(Sjouwerman) и др. провели исследование на телескопе VLA и тоже не смогли обнаружить излучение на частоте 4570 МГц. Согласно теоретическим моделям, такое излучение не должно наблюдаться в оболочках звёзд, это подтверждают и данные множества наблюдений. Несовпадение результатов Клауссена/Фикса и Сьёвермана можно объяснить двумя вариантами. Первый вариант — единичное явление, из-за которого излучение с 1981 до 2007 значительно (более чем в 10 раз) снизилось ниже предела обнаружения команды Сьёвермана (<10 Ян). Природу этого явления сложно объяснить, так как на момент написания статьи не существовало подобных звёзд с частотой излучения 4750 МГц. Но за сравнимое время у звезды NML Лебедя плотность потока на частоте 6035 МГц упала в 100 раз. Второй вариант, которого придерживается Сьёверман — ошибка в наблюдениях Клауссена и Фикса: интерференция с сигналом земного происхождения или сбой оборудования.